# マリー・デュエム
マリー・デュエム（Marie Duhem、結婚前の名はMarie Amélie Hortense Sergeant、1871年3月18日 - 1918年7月9日）は、フランスの画家である。

## 略歴
パ＝ド＝カレー県のガンプスで生まれた。父親はレース製造の工場を経営していて、幼い頃から工芸品に親しんだ。絵画を、パ＝ド＝カレー県で活動していた、アドリアン・ドゥモン(Adrien Demont:1851-1928)に学んだ。ドゥモンとその妻で画家のヴィルジニー・ドゥモン＝ブルトンは海岸の町ヴィッサン(Wissant)に邸を立てて住んでいて、その屋敷でマリーは後に結婚することになる画家のアンリ・デュエムと知り合った。1890年に2人は結婚し、パ＝ド＝カレー県の海岸の町カミエ(Camiers)に住み、その近郊の風景を描いた。デュエム夫妻、ドゥモン夫妻や、この地域を訪れたジョルジュ・マロニエ（Georges Maroniez)、フランシス・タッテグラン（Francis Tattegrain）らを「ヴィッサン派」と呼ぶこともある。
デュエム夫妻は熱心な美術品収集家でもあり、特にポスト印象派の作品を収集し、クロード・モネやポール・ゴーギャンの作品を収集した。 後に彼らのコレクションは親族によって美術アカデミーに寄付され、パリのマルモッタン・モネ美術館に収蔵された。
フランス教育功労章を受勲し、1912年にレジオンドヌール勲章シュバリエを受勲した。
第一次世界大戦で一人息子が戦死し、その2年後にドゥエーで47歳で死去した。

## 作品

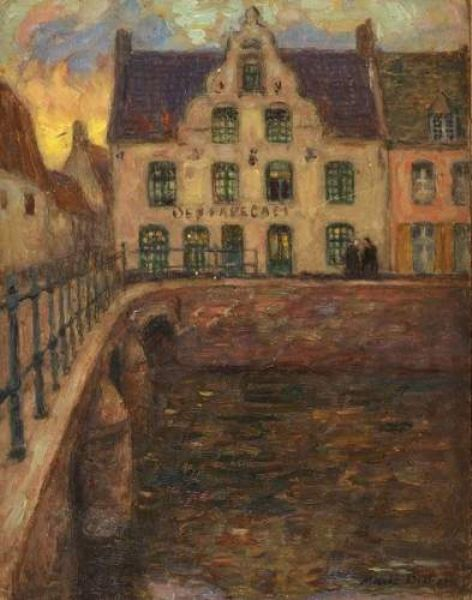
橋のほとりのカフェ (c.1900)
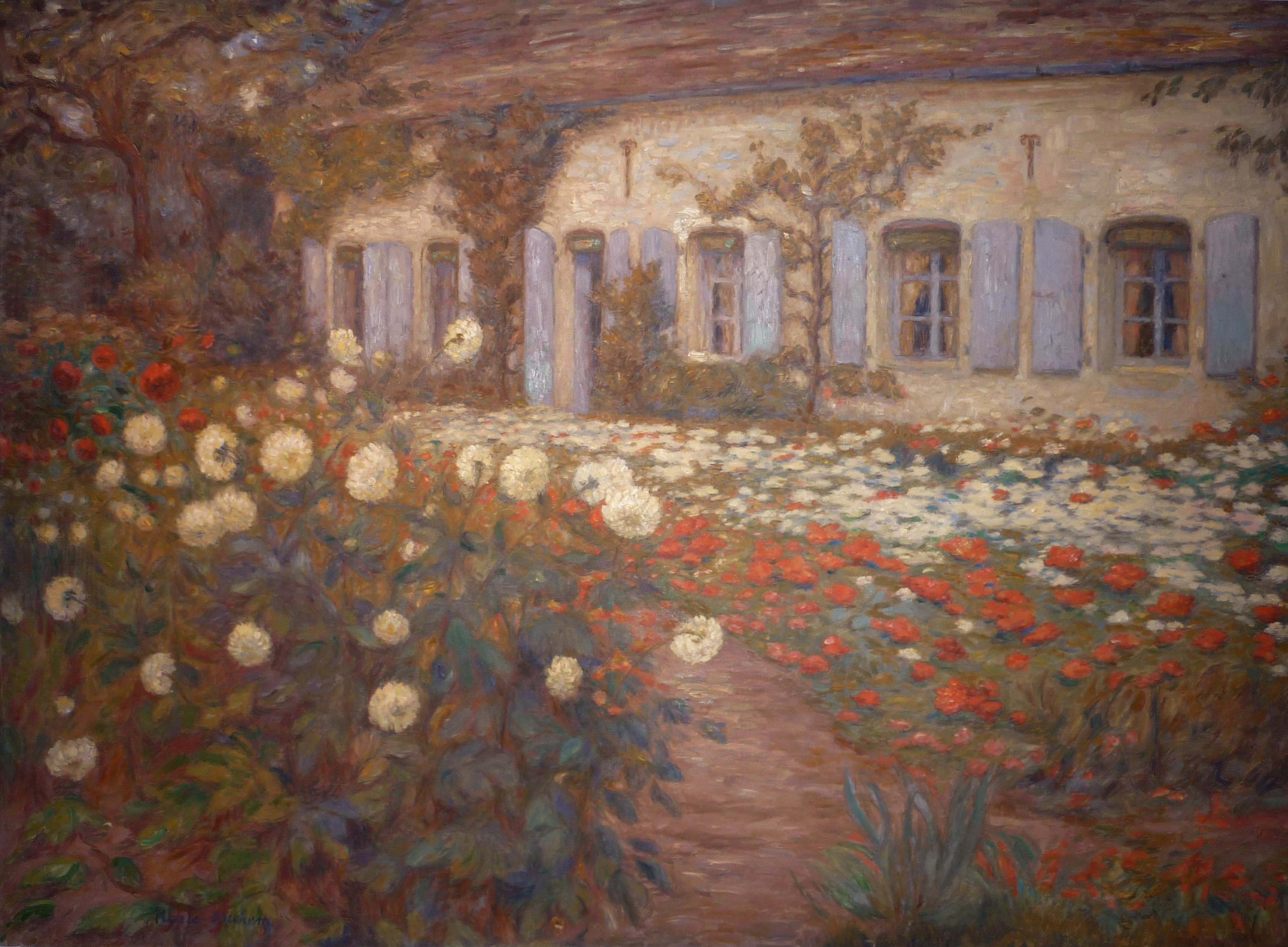
田舎の庭
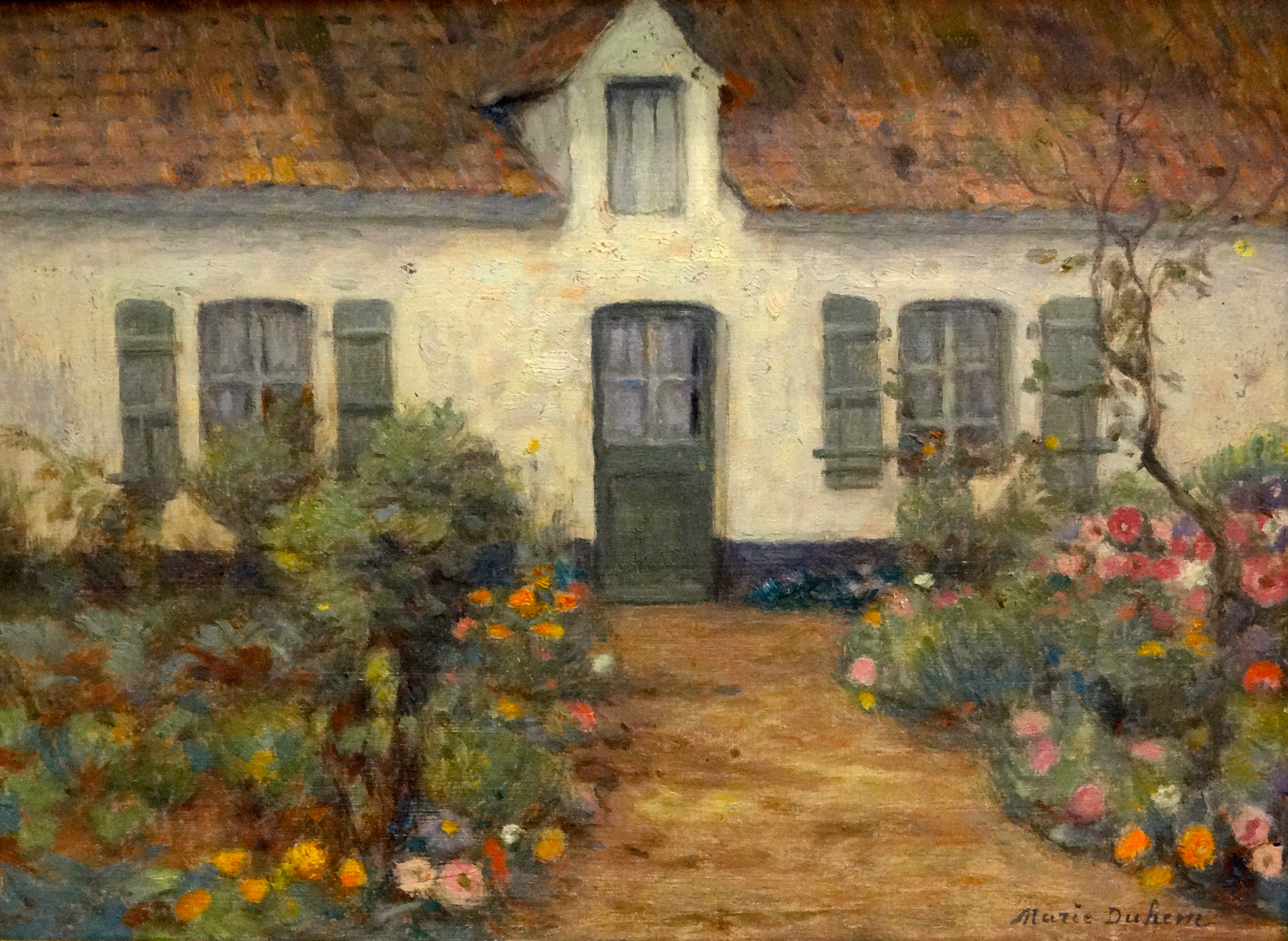
白い家
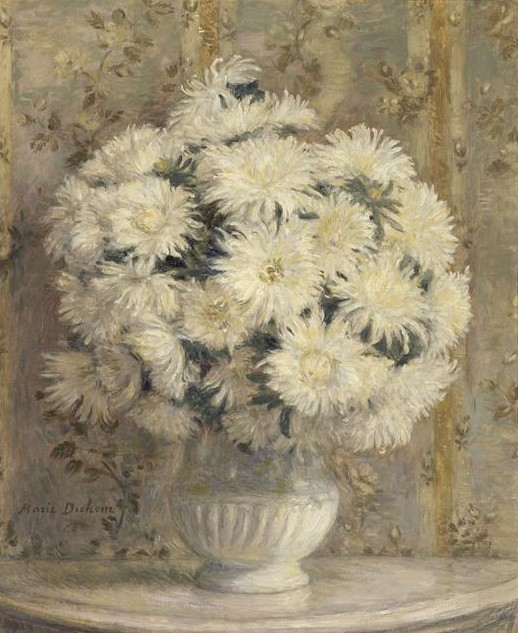
花瓶と白いマーガレット

## 関連書籍
- Camille Mauclair, Marie Duhem, Rémy Duhem, éditions Jacomet, 1924.
- Jacqueline Chœur, three articles : "La Maison Duhem", in the revue Les Amis de Douai,1986, pp 57–61 ; "Rencontre avec les Duhem", in the Mémoires de la Société d'Agriculture, Sciences et Arts de Douai, 1992-1995, Fifth series, pp 71–79, "Les correspondants des Duhem", same, pp 81–86
- Sylvie Carlier, "Le couple Henri et Marie Duhem à Douai au 10 rue d'Arras", in the revue Les Amis de Douai, 2001, pp 22–24.
- Jean-Marie Ball, Annette Bourrut Lacouture and Philippe Gallois, L'École de Wissant et ses peintres, published by the Association Art et Histoire de Wissant, 2012.